# La volpe di Londra
La volpe di Londra (The Silken Affair) è un film britannico del 1956 diretto da Roy Kellino.